# Konush Hill
Der Konush Hill (englisch; bulgarisch Конушки хълм Konuschki chalm) ist ein 550 m hoher und vereister Hügel im Grahamland auf der Antarktischen Halbinsel. Auf der Trinity-Halbinsel ragt er 2,03 km nördlich des Mount d’Urville, 5,64 km ostnordöstlich des Ogled Peak und 5,51 km westlich bis südlich des Guerrero Hill in den nördlichen Ausläufern des Louis-Philippe-Plateaus auf. Der Sestrimo-Gletscher liegt östlich und die Lafond Bay nördlich von ihm.
Deutsche und britische Wissenschaftler nahmen 1996 gemeinsam seine Kartierung vor. Die bulgarische Kommission für Antarktische Geographische Namen benannte ihn 2010 nach Ortschaften im Süden Bulgariens.